# Mali nos Jogos Olímpicos de Verão da Juventude de 2010
Mali participou dos Jogos Olímpicos de Verão da Juventude de 2010 em Cingapura. Sua delegação foi composta por sete atletas que competiram em três esportes.

## Atletismo
| Evento          | Atleta               | Qualificação | Qualificação | Final     | Final        |
| Evento          | Atleta               | Resultado    | Posição      | Resultado | Posição      |
| --------------- | -------------------- | ------------ | ------------ | --------- | ------------ |
| 400 m masculino | Alfousseyni Tamboura | 50.96        | 17º (5º q1)  | 51.01     | 3º (Final C) |
| 100 m feminino  | Hawa Diarra          | 13.15        | 24º (4º q3)  | 13.16     | 1º (Final D) |

## Basquetebol
Feminino:
| Elenco                                                    | Preliminares                                                          | Preliminares | Classificação 9-16 | Classificação 13-16     | Disputa pelo 13º lugar  | Pos. final |
| Elenco                                                    | Grupo C                                                               | Pos.         | Classificação 9-16 | Classificação 13-16     | Disputa pelo 13º lugar  | Pos. final |
| --------------------------------------------------------- | --------------------------------------------------------------------- | ------------ | ------------------ | ----------------------- | ----------------------- | ---------- |
| Aissata Touré Fanta Guindo M'bamakan Kanouté Sadio Konate | República Checa D 8-33 Tailândia V 23-18 China D 12-32 Brasil D 14-34 | 4º           | Itália D 18-29     | Costa do Marfim V 17-13 | República Checa D 12-32 | 14º        |

## Taekwondo
| Evento             | Atleta          | 1ª rodada                  | Quartas-de-final | Semifinais  | Final       | Pos. final |
| ------------------ | --------------- | -------------------------- | ---------------- | ----------- | ----------- | ---------- |
| Até 63 kg feminino | Kadiatou Diallo | CRO Rea Budić D RSC 1 0:35 | Não avançou      | Não avançou | Não avançou | 9º         |